# Wyeomyia rooti
Wyeomyia rooti är en tvåvingeart som först beskrevs av Ponte 1939.  Wyeomyia rooti ingår i släktet Wyeomyia och familjen stickmyggor. Inga underarter finns listade i Catalogue of Life.